# Bakaka (langue)
Pour les articles homonymes, voir Bakaka.
Le bakaka ou mkaa est une langue bantoue parlée au Cameroun par les populations Bakaka.

## Écriture
| Majuscules | A | B | Ɓ | D | E | Ɛ | Ə | F | G | H | J | K | L |
| Minuscules | a | b | ɓ | d | e | ɛ | ə | f | g | h | j | k | l |
| Majuscules | M | N | Ŋ | O | Ɔ | P | R | S | T | U | W | Y | ’ |
| Minuscules | m | n | ŋ | o | ɔ | p | r | s | t | u | w | y | ’ |

Les tons sont indiqués sur les voyelles à l’aide de diacritiques : accent aigu, accent grave, accent circonflexe et antiflexe, selon les règles de l’Alphabet général des langues camerounaises.